# Украинский католический университет
Украи́нский католи́ческий университе́т (укр.  Український католицький університет) — частное высшее учебное заведение во Львове. Первый католический университет на территории постсоветского пространства и первый университет, основанный УГКЦ.

## История

### От основания до закрытия

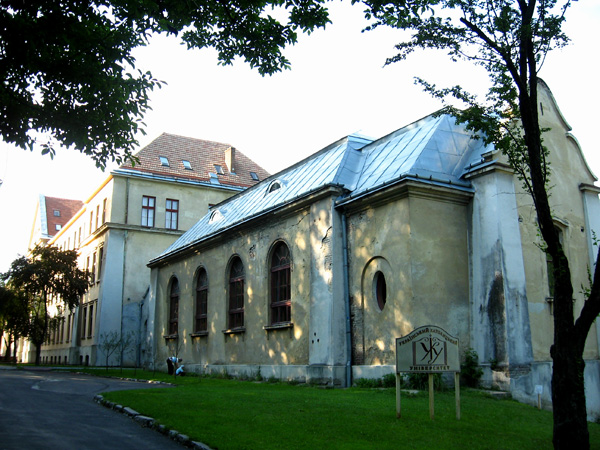
Украинский католический университет, учебный корпус на Снопкове

6 октября 1929 года состоялось торжественное открытие Львовской богословской академии. Первым ректором был назначен Иосиф Слипый. Объединив вокруг себя часть западноукраинской интеллигенции, Академия стала центром богословских и философских наук. На территории тогдашней Польши это было единственное высшее украинское учебное заведение. За 10 лет существования Академия значительно разрослась: открылись новые факультеты, кафедры, профессорский состав увеличился до 40 лиц.
В 1945 году Академия была закрыта, а преподавательский состав эмигрировал, был репрессирован или прекратил преподавательскую деятельность.

### Восстановление и реорганизация
В 1992 году по благословению Главы УГКЦ Мирослава Ивана Любачивского была создана комиссия по восстановлению богословской академии. В 1994 году Львовский Синод епископов проголосовал за восстановление ЛБА. В сентябре того же года Академия была официально открыта.
В 1997 году возобновлено издание журнала Богословія.
В 1999 году получила международную аккредитацию. В том же году произошёл первый выпуск студентов. Первым ректором академии был Михаил Димид, в 2000 году его сменил Борис Гудзяк.
В 2002 году ЛБА была переименована в Украинский католический университет, ректором которого остался Борис Гудзяк.
В 2013 году ректором Университета был назначен о. Богдан Прах, вл. Борис Гудзяк стал президентом УКУ.

## Специальности

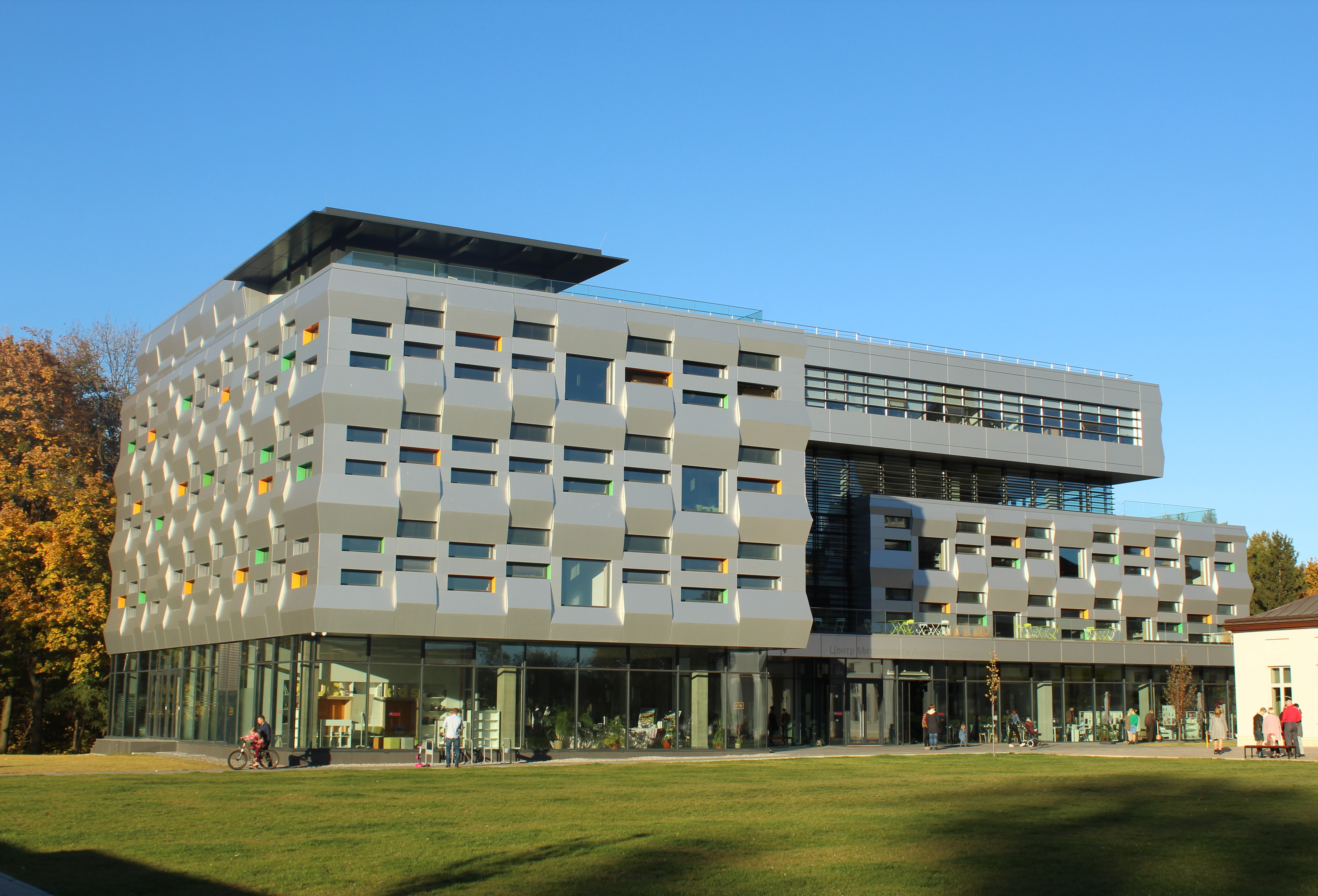
Главный корпус

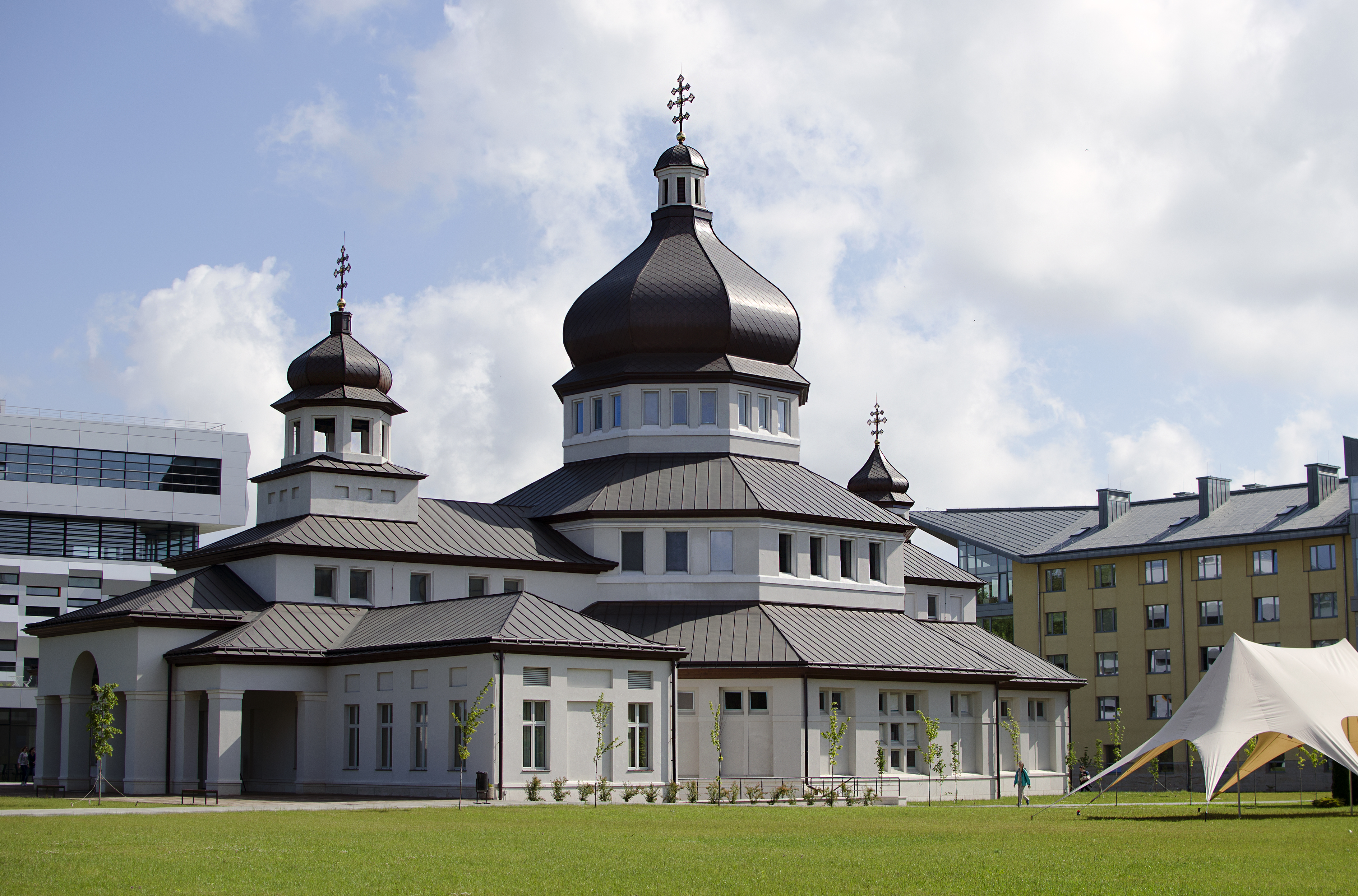
Церковь Святой Софии на территории университета

В Украинском католическом университете подготавливают аккредитованных государством бакалавров по следующим специальностям:
- Теология
- История
- Компьютерные науки
- Политология
- Психология
- Социальная педагогика
- Социология
- Культурология
- Филология
- Бизнес-аналитика (специальность 124 — системный анализ).

Подготовка магистров осуществляется по следующим направлениям:
- Теология
- История и археология
- Экуменические науки
- Инновации и предпринимательство
- Журналистика
- Клиническая психология
- Медиакоммуникации
- Юриспруденция
- Управление персоналом и др.